# Эркулано-Оузел, Сузана
Суза́на Эркула́но-Оузе́л (порт. Suzana Herculano-Houzel) — бразильский нейробиолог. Основная сфера её деятельности — сравнительная нейроанатомия; к её достижениям относится разработка метода подсчёта нейронов в мозге человека и других животных и взаимосвязь между площадью коры головного мозга и толщиной и количеством извилин.

## Биография
Сузана Эркулано-Оузел родилась в 1972 году в Рио-де-Жанейро. Она окончила биологический факультет Федерального университета Рио-де-Жанейро (1992), получила степень магистра в университете Кейс-Вестерн-резерв (1995) и степень доктора нейробиологии в университете Пьера и Марии Кюри (1999). Она также была научным сотрудником Института исследований мозга Макса Планка (1999).
Эркулано-Оузел была преподавателем Федерального университета Рио-де-Жанейро с 2002 по май 2016 года, затем она перешла в Вандербильтский университет.
Она издала книги по популяризации науки и ведёт колонки для газеты Folha de S.Paulo и журнала Scientific American Brazil. Она была первым бразильским спикером на конференции TED Global в 2013 году.
В 2004 году она выиграла премию Жозе Рейса в области научной коммуникации.

## Публикации
- Human Advantage: A New Understanding of How Our Brain Became Remarkable. Editor: The Mit Press; (2016). ISBN 0262034255